# Sankthans
 For alternative betydninger, se Sankt Hans. (Se også artikler, som begynder med Sankt Hans)
Højtiden sankthans har navn efter Johannes Døberen, hvis fødsel fandt sted et halvt år før Jesu fødsel og er sat til den 24. juni. Datoen kaldes derfor sankthansdag (Skt. Hans' dag). Det er en tradition, at højtider indledes aftenen før dagen, så sankthansaften fejres den 23. juni, ligesom juleaften fejres dagen før juledag.
Dagen fejres også i andre europæiske lande som England, Irland, Tyskland, Spanien, Polen, Rusland og Frankrig, men mest i Norden og de baltiske lande,[kilde mangler] hvor de lyse nætter giver de optimale betingelser.

## Sankthans som hedensk og kristen fest
Sankthansaften har meget til fælles med valborgsaften 30. april, hvor man også tændte bål. Når skikken i dag kun knyttes til sankthans, kan grunden være kalenderreformen i 1700, hvor kalenderen rykkede 11 dage frem: halvanden uge om foråret kan betyde, at det blev for koldt til at sidde ude om aftenen.
Ligesom juleaften er sankthansaften et levn af hedenske skikke, hvor årets korteste dag, vintersolhverv, og årets længste dag, sommersolhverv, blev fejret. Kristne missionærer og præster fik fortolket de gamle skikke, så de kunne bruges til at tjene kristendommen. I det 7. århundrede advarede Sankt Eligius de nykristne indbyggere i Flandern mod at fortsætte de hedenske ritualer.
| Citat | Ingen kristen udfører ved Johannes Døberens fest eller ved nogen anden helgens fest solhvervsritualer, danseri, hopperi eller djævelske sange. | Citat |
|       | |       |

Festen for Johannes Døberen blev i 400-tallet fastlagt til den 24. juni, som ud fra Lukasevangeliet fandt sted et halvt år før Jesu fødsel. Sankthans regnes som en af de ældste kirkefester. Lyset fra bålet blev tolket som symbol på Johannes, som udpegede Kristus i en verden af mørke. De hedenske bål var nu velsignet af kirken til ære for Døberen, og katolsk liturgi indeholder velsignelser for bålet.
Sankthansaften var helligdag i Danmark, indtil antallet af helligdage blev halveret ved Helligdagsreformen af 1770. Som forordningen udtrykte det: "Skiønt deres Anordning kan have havt et gudeligt Øiemerke, ere de dog mere blevne anvendte til Lediggang og Laster, end til sand Guds Dyrkelse; hvorfore det er bedre, at de efter andre Protestantiske Landes Exempel blive anvendte til Arbeide og nyttig Gierning".

## Sankthansaften i dag
Nu om dage markeres sankthans ved offentlige og private arrangementer. Mange foreninger afholder arrangementer. Et typisk program omfatter en tale, antændelse af bålet og "Midsommervisen". Fyrværkeri ved midnat kan også indgå i programmet. Talen fremføres ofte af en person, der er kendt i lokalområdet.
Den godt 100 år gamle tradition med at placere en dukke, der symboliserer en heks, i toppen af sankthansbålet kan muligvis være ved at ophøre.[kilde mangler]
"Midsommervisen" er skrevet af Holger Drachmann i 1885 med melodi af Lange-Müller. Visen stammer fra skuespillet "Der var engang". Som alternativ benyttes i dag oftest den version Shu-bi-dua udgav i 1980: "Midsommersangen": Denne version er Drachmanns tekst til ny melodi af Michael Hardinger.
Der er mange vejrvarsler knyttet til dagen. For eksempel:
- "Regner det sankthansaften, da skal det regne seks uger derefter."
- "Jo mere det regner på sankthansaften, des mindre vokser hasselnødderne."

Efter længe tørke blev der i ugerne op til sankthans 2018 højst usædvanligt indført bålforbud i de fleste danske kommuner. I nogle kommuner blev bålforbuddet dog ophævet i ugen op til sankthans.
I store dele af det norske Vestfold var sankthansdagen fridag helt ind i 1990'erne. Sandefjord var den sidste norske kommune der opgav fridagen, og det skete i 2016. Fagforeninger i både Tønsberg og Sandefjord kommuner sloges for retten til at tage fri på sankthansdagen helt frem til det år. Rekorden for verdens højeste sankthansbål indehaves dog længere nord, i Ålesund, med Slinningsbålet på 47,4 meter i 2016.

## Krigens mørklægning
Under 2. verdenskrig forbød den tyske besættelsesmagt i forbindelse med mørklægningen sankthansbål. André Bjerke skrev i 1940 digtet Mørk sankthans:
Der var ingen bål i år.
Strænderne lå så øde,
og festen for midsommernatten,
den blev som en fest for de døde.
Men nettop i skyggernes aften
fik våre sind en dåb.
Der tændtes en ild i aftnen,
et glimt af udødeligt håb:
Vel kan vi leve i mørke
og tabe af syne vort mål,
men alligevel ejer vor ungdom
tusinde utændte bål –
Og venner, tider skal komme
påny over Jordens sletter
da vore bål skal bruse
i leende midtsommernætter!